# Nojorid
Nojorod (in ungherese Nagyürögd) è un comune della Romania di 4 532 abitanti, ubicato nel distretto di Bihor, nella regione storica della Transilvania.
Il comune è formato dall'unione di 7 villaggi: Apateu, Chișirid, Leș, Livada Bihor, Nojorid, Păușa, Șauaieu.
Dal 2005 fa parte della Zona metropolitana di Oradea